# مارکام (مینه‌سوتا)
مارکام (به انگلیسی: Markham) یک منطقهٔ مسکونی در ایالات متحده آمریکا است که در Colvin Township واقع شده‌است. مارکام ۴۴۵٫۹۳ متر بالاتر از سطح دریا واقع شده‌است.